# 小癞子
《托美斯河上的小癞子，他的身世和遭遇》（西班牙語：La vida de Lazarillo de Tormes y de sus fortunas y adversidades），简称《小癞子》，是西班牙16世纪中期出版的一部中篇小说，作者不详。它是世界各国文学界公认的“流浪汉小说鼻祖”。

## 主要情节
小癞子从小就离开贫困的家庭四处流浪，从萨拉曼卡长途跋涉到托莱多，期间经历了许多故事。最开始，他为一个瞎子领路，后来侍候过一个吝啬的教士，却因偷吃面包被赶出。他后来的主人还有一个身无分文的绅士、一个经销免罪符的骗子和一个公差等。这些人贪婪狡诈，连小癞子也慢慢学会了欺诈别人。最后，他心甘情愿戴绿帽子，靠老婆和神父私通而过上了富裕的生活。

## 文学特色
叙事手法上，小说采用第一人称“我”直接讲述故事，使小说内容更加直观，引人入胜。在叙事结构上，小说以主人公的冒险历程为线索，将旅程中每个独立的小故事串联在一起。看似松散，但实则前后呼应。小癞子不断更换的主人和不断变化的环境则是推动故事情节发展的要素。。
在叙事语言方面，《小癞子》行文滑稽活泼，通俗易懂。这样的语言特征使小说质朴生动，更加贴近生活，被广大底层人民所接受。同时，“黑色幽默”的运用，让貌似喜剧性的情节带上了讽刺意味，深层次上揭露了穷苦百姓的悲惨命运，形成了一种“大笑后是无言悲哀”的艺术效果。

## 背景与主题
1492年，哥伦布首航发现新大陆之后，西班牙开始从海外掠夺财富并迅速崛起。这些金银财宝大部分用于满足西班牙上流社会的消费，而底层农业和手工业的发展却日渐衰退。在卡洛斯一世国王统治期间，西班牙下层社会正经历着贫困化，全国不到五百万的人口中，流浪汉就占15万。这就是小癞子诞生的社会背景。
总体上说，《小癞子》这部小说真实地反映了社会底层人物艰苦的生活状态，既肯定了个人才智和文艺复兴人文主义思想，又揭露了人性的黑暗面，批判了封建教会的虚伪和西班牙上层建筑的腐朽，极具现实意义。

## 出版历史

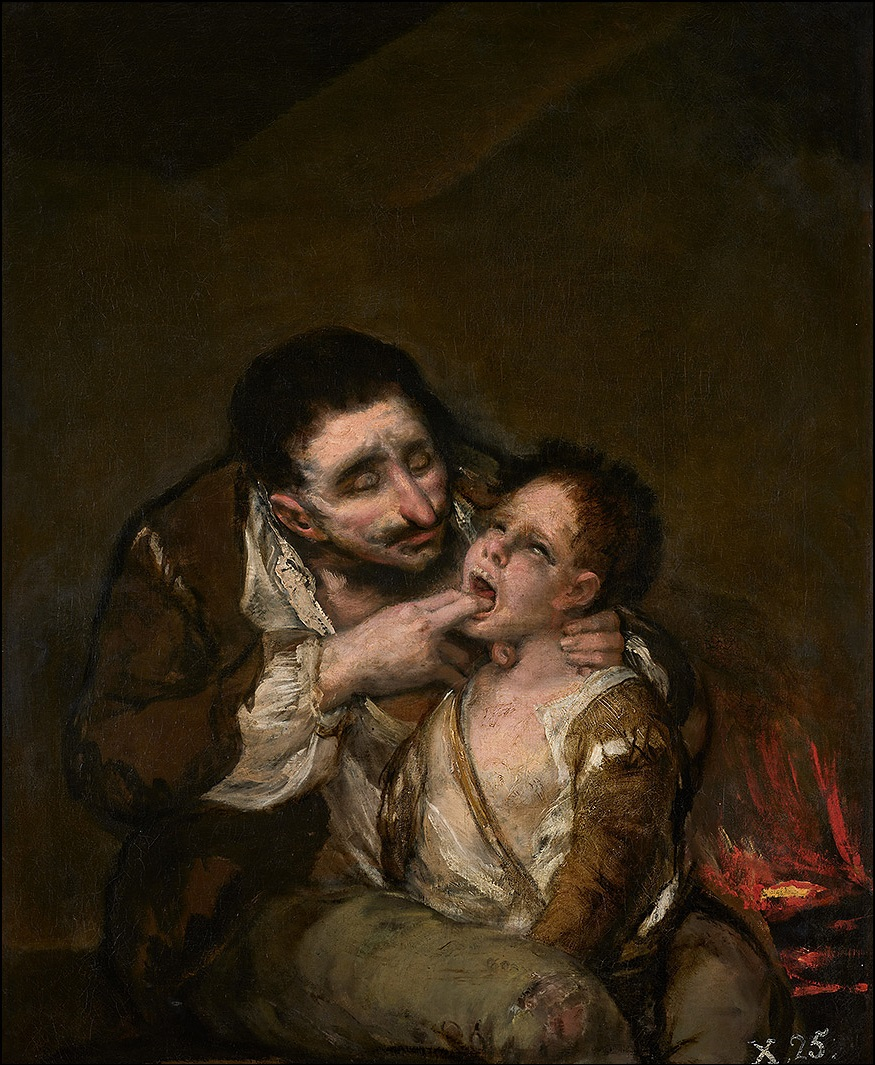
《小癞子》，弗朗西斯科·戈雅所画，1808年至1810年

现存最早的首版在1554年出版，早于1554年的原版已经遗失。1559年，西班牙宗教法庭取缔有害书籍，《小癞子》一度被列为禁书。1571年后，删节本开始发行。同时欧洲各国也开始发行未经删节的各语言翻译版。西班牙国内直到1844年才恢复原貌。
1554年首版封面标题页

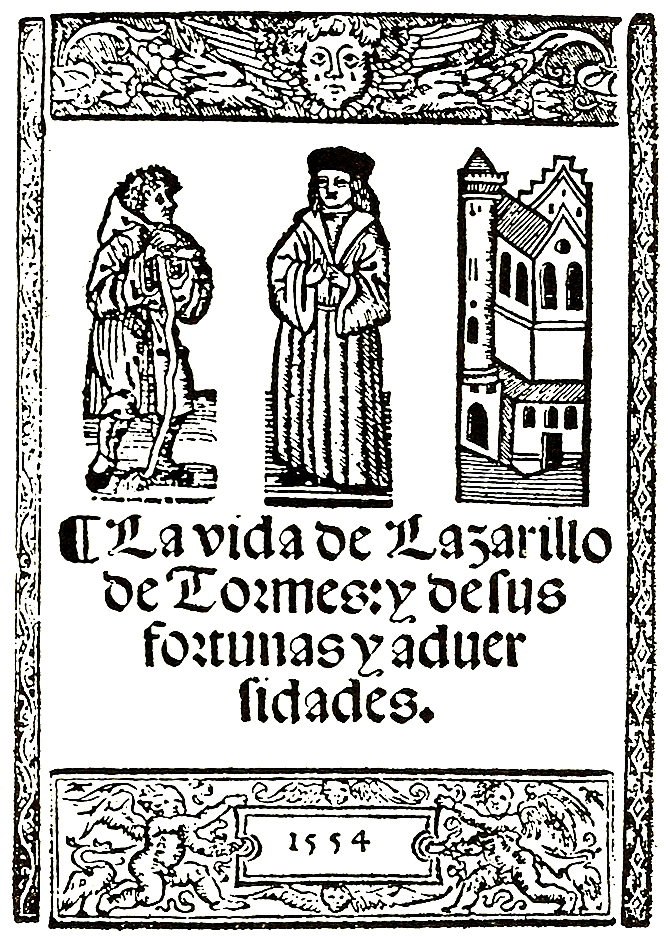
布尔戈斯
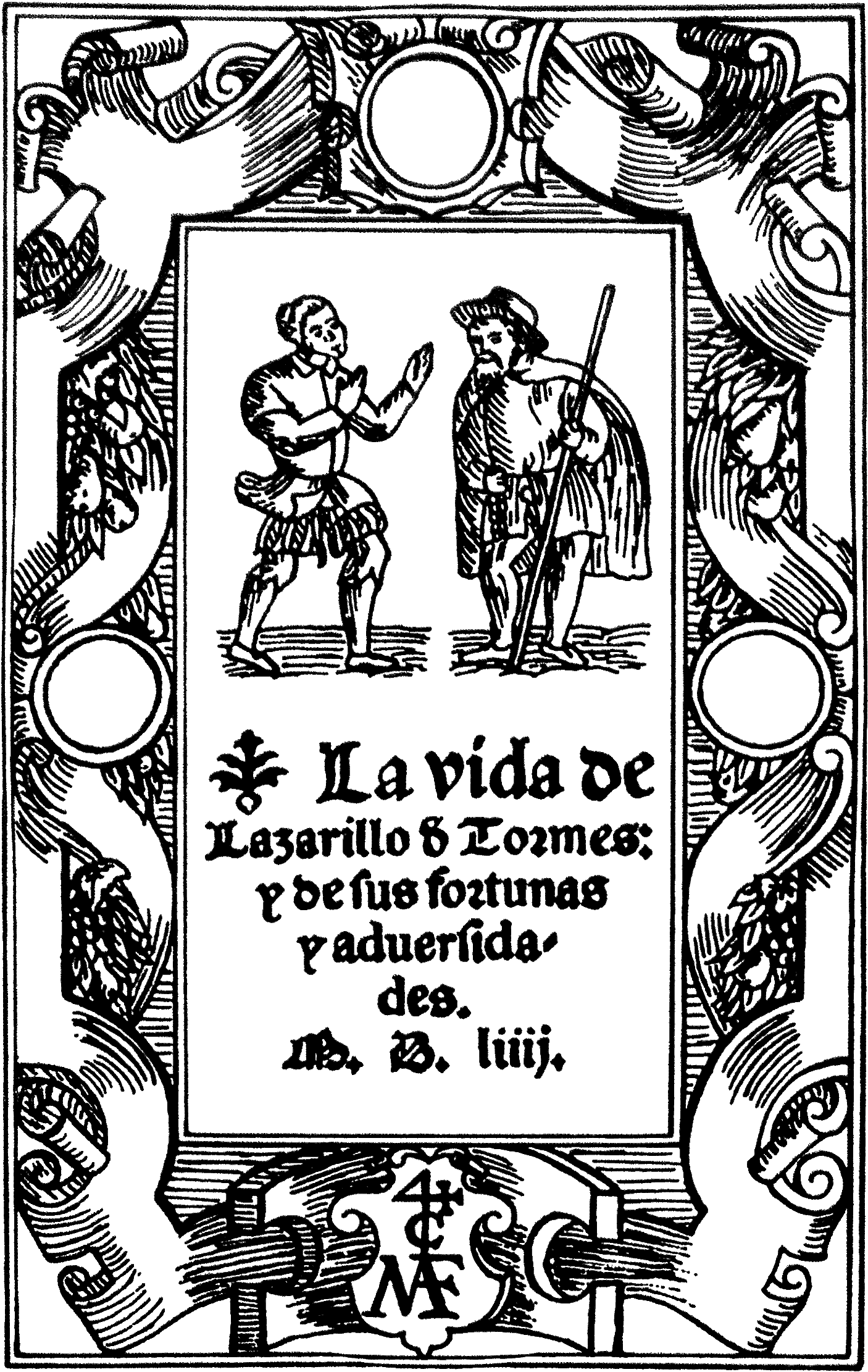
梅迪纳德尔坎波
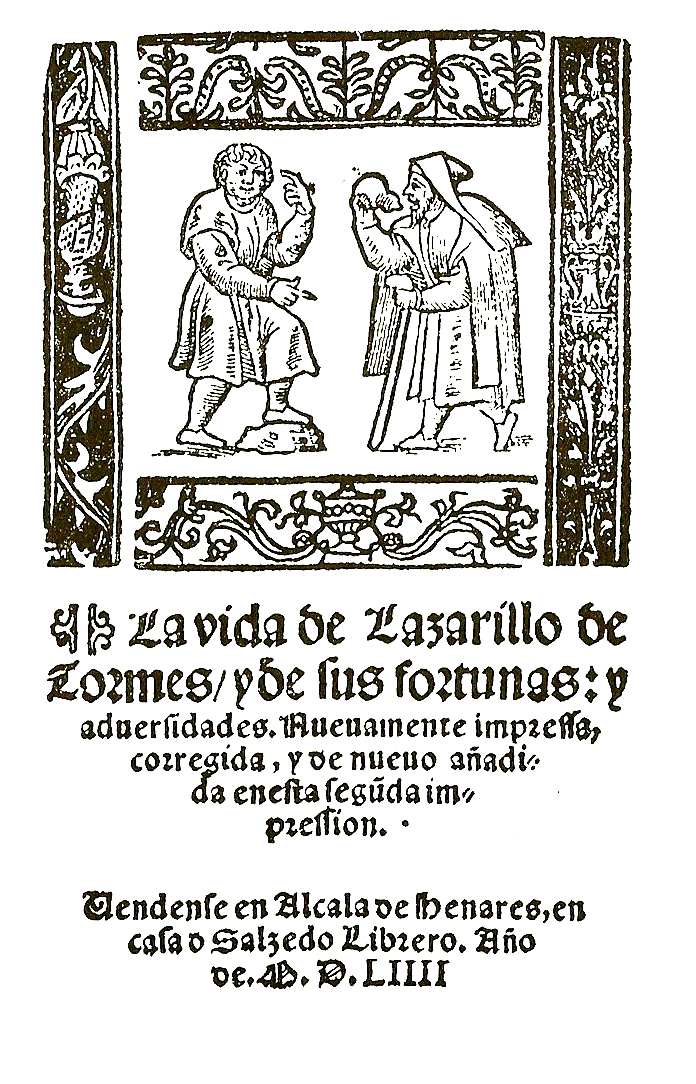
埃纳雷斯堡
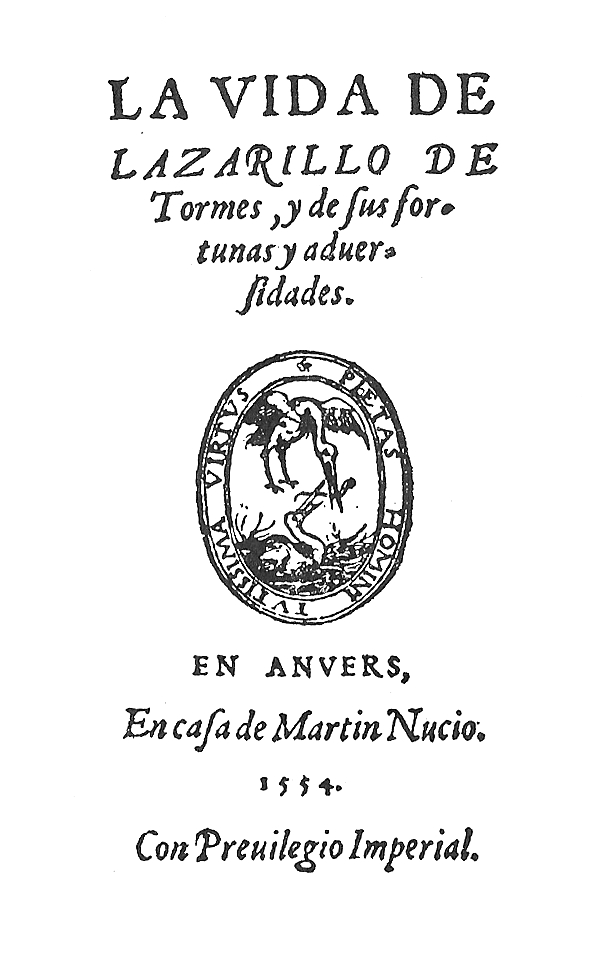
安特卫普（比利时）

## 改编
小说被多次改编为电影。其中1959年在西班牙首映的《小癞子》在1960年第10届中获得金熊奖。

## 中译本
小说常称《托美思河的小拉撒路》（西班牙語：Lazarillo de Tormes）。其中“托美思河”（西班牙語：Río Tormes，又译托尔梅斯河，托尔美斯河等）是流经西班牙阿维拉省和萨拉曼卡省的一条河流，正是小说主人公拉撒路的出身地。

### 中文译名
主人公本名“拉撒路”（Lázaro），昵称“小拉撒路”（Lazarillo，指小词缀“-illo”）。拉撒路本是《新約聖經》的《路加福音》里一个癞皮乞丐的名字，后来成为一切赖皮化子、贫儿乞丐的代称。此外，它也与《約翰福音》里一个在耶稣呼唤下死而复活的人物同名。
杨绛将其译为“小癞子”，亦参照了中国古代残唐五代时期的口语“无赖”和古典小说《儒林外史》、《红楼梦》中的泼皮无赖“喇子”。

### 主要版本
- 佚名. . 由杨绛翻译 初版. 私营平明出版社. 1951年4月 （中文）.
- 佚名. . 由杨绛翻译. 作家出版社. 1956年 （中文）.
- 佚名. . 由江禾翻译. 商务印书馆. 1984年. CSBN 9017·1385 （中文）.
- 佚名. . 由杨绛翻译. 人民文学出版社. 2013年11月. ISBN 9787020100354 （中文）.

## 脚注
1. ↑  杨绛（1984年），第75页
2. ↑  弗羅杭·柯立葉（2015年），第140页
3. ↑  徐婷婷（2007年），第45页
4. ↑  张霞（2009年），第4页
5. ↑  田琰（2012年）
6. ↑  孔祥雯（2011年），第284页
7. ↑  孔祥雯（2011年），第285页
8. ↑  李德恩（2003年），第96页
9. ↑  李德恩（2004年），第104页
10. ↑  甘雨露（2017年），第83页
11. ↑  杨绛（1984年），第84页
12. 1 2 3  杨绛（1984年），第85页
13. ↑  金熊奖（1960年）
14. ↑  叶扬（2017年）